# Dysschema tibesis
Dysschema tibesis là một loài bướm đêm thuộc phân họ Arctiinae, họ Erebidae.